# Lepiej późno niż później
Lepiej późno niż później (ang. Something's Gotta Give) – amerykańska komedia romantyczna z 2003 roku. Odtwórczyni głównej roli, Diane Keaton, otrzymała za nią nominację do Oscara.

## Opis fabuły
Harry Sanborn (Jack Nicholson) prowadzi wygodne i szczęśliwe życie. Jego życiowe partnerki są dużo młodsze od niego, w zasadzie mogłyby być jego córkami. Ta sielanka zmienia się podczas romantycznego weekendu z jego ostatnią zdobyczą - Marin (Amanda Peet). W willi na plaży Harry dostaje ataku serca i trafia prosto do szpitala pod opiekę przystojnego doktora (Keanu Reeves). W rezultacie ma zakaz przemieszczania się przez kilka kolejnych dni i musi pozostać w willi pod opieką matki Marin - Eriki Barry (Diane Keaton), rozwiedzionej dramatopisarki z wielkimi sukcesami. Wkrótce okazuje się, że oboje mają ze sobą bardzo wiele wspólnego.

## Obsada
- Jack Nicholson - Harry Sanborn
- Diane Keaton - Erica Jane Barry
- Keanu Reeves - dr Julian Mercer
- Frances McDormand - Zoe Barry
- Amanda Peet - Marin
- Jon Favreau - Leo
- Paul Michael Glaser - Dave
- Rachel Ticotin - dr. Martinez
- KaDee Strickland - Kristen
- Peter Spears - Danny Benjamin
- Lorna Scott - pani Gimble
- T.J. Thyne - kelner
- Roxanne Beckford - pielęgniarka
- Nichole Hiltz - piękność
- Daniella Van Graas - piękność